# 静岡市立森下小学校
静岡市立森下小学校（しずおかしりつ もりしたしょうがっこう）は、静岡県静岡市駿河区森下町にある公立小学校。

## 沿革
- 1926年（大正15年）4月1日 - 西豊田小学校の分校として、「森下分校」1学級新設[1]。
- 1929年（昭和4年）5月15日 - 「静岡市立森下尋常小学校」創立[1]。
- 1937年（昭和12年）4月1日 - 静岡市立中田小学校が新設され、分離独立[1]。
- 1941年（昭和16年）4月1日 - 「静岡森下国民学校」と改称[1]。
- 1947年（昭和22年）4月1日 - 「静岡市立森下小学校」と改称[1]。
- 1953年（昭和28年）4月 - 静岡市立富士見小学校が創設、一部児童移籍[1]。
- 1979年（昭和54年）5月15日 - 創立50周年記念式典。
- 1999年（平成11年）10月16日 - 創立70周年記念式典。
- 2009年（平成21年）11月21日 - 創立80周年記念式典。

## 通学区域
駿河区

| - 稲川一丁目の一部 - 稲川二丁目・三丁目 - さつき町 - 森下町 | - 南町 - 八幡一～五丁目 - 八幡山 - 大和一丁目・二丁目 |

## アクセス
- JR東海道線静岡駅から、徒歩6分
- しずてつジャストラインみなみ線 「八幡三丁目」から、徒歩5分